# Puertosol
Puertosol es un barrio y urbanización perteneciente al distrito Puerto de la Torre de la ciudad andaluza de Málaga, España. Está situado en el lado oeste de la calle Lope de Rueda, principal eje viario de la parte alta del distrito. Según la delimitación oficial del ayuntamiento, limita al este con los barrios de Las Morillas 2 y de Salinas y al sur con la avenida del Arquitecto Luis Bono y el barrio de Cañaveral. Al norte y el oeste está limitado por el arroyo de las Cañas y la hiperronda de circunvalación (la Autovía del Mediterráneo).

## Transporte
En autobús queda conectado por las siguientes líneas de la EMT: 
| Línea | Trayecto                              | Recorrido | Frecuencia                              |
| ----- | ------------------------------------- | --------- | --------------------------------------- |
| 21    | Paseo del Parque - Puerto de la Torre | Recorrido | 12 minutos                              |
| 62    | Universidad - Puertosol               | Recorrido | 45 minutos                              |
| N4    | Paseo del Parque - Puerto de la Torre | Recorrido | 23.30, 1.00 (Alameda) 0.15 (Pto. Torre) |

Y las siguientes líneas interurbanas del Consorcio de Transporte Metropolitano del Área de Málaga:
| Línea | Trayecto       | Recorrido y Horarios | Plano | Operadora     |
| ----- | -------------- | -------------------- | ----- | ------------- |
| M-250 | Málaga-Almogía | Recorrido y Horarios | Plano | CTSA-Portillo |